# Clidomys osborni
Clidomys osborni é uma espécie de roedor da família Heptaxodontidae. É a única espécie do gênero Clidomys.
Foi endêmica da Jamaica.